# Адаб (этикет)
Ада́б (араб. أدب‎) — поведения, предписанные нормами шариата, включающие в себя хорошие манеры, нормы приличия, порядочность, человечность.

## Этимология
История слова адаб отражает эволюции арабской культуры с доисламских времён до наших дней. Первоначально он рассматривался как синоним сунны пророка Мухаммеда, со значением «привычки», «наследственной нормы поведения», «обычая», полученной от предков и других лиц. В религиозном смысле адаб — это сунна Пророка для своей общины.

## Правила этикета
Ислам имеет свои правила этикета охватывающие все аспекты жизни мусульманина. Мусульмане относят к этикету такие качества как вежливость, уважение и включает в себя туалетный этикет, очищение (тахарат) и т. д. В книге имама аль-Бухари Сахих аль-джами имеется хадис, в котором говорится, что лучшими людьми являются те, «кто имеет лучшие манеры и лучший характер».
В исламском праве термин адаб имеет значение, близкое или прямо выводимое из понятия «предписанное и запретное» (аль-амр ва ан-нахй). В этом значении оно употребляется в выражении «адаб хаджа» (правила совершения паломничества) или «адабе чтения Корана» (когда можно брать в руки Коран, где читать, куда класть, т.д.).